# Athleta pisororum
Athleta pisororum is een slakkensoort uit de familie van de Volutidae. De wetenschappelijke naam van de soort is voor het eerst geldig gepubliceerd in 2006 door Morrison.